# Irina Andrejewna Uslugina
Irina Andrejewna Uslugina, geborene Trussowa, (russisch Ирина Андреевна Услугина (Трусова); * 10. Juni 1988 in Solikamsk, Oblast Perm, Russische SFSR, Sowjetunion) ist eine russische Biathletin.
Irina Trussowa trat international erstmals bei den Biathlon-Europameisterschaften 2011 in Ridnaun in Erscheinung. Im Sprintrennen platzierte sie sich mit fünf Schießfehlern auf dem 27. Platz, im auf dem Sprint basierenden Verfolgungsrennen wurde sie mit zwei Fehlern 15. Im Einzel kam sie mit sechs Schießfehlern auf den 31. Rang.
Bevor sie zum Biathlon kam, war Trussowa Skilangläuferin. In der Saison 2007/08 startete sie in FIS-Rennen, Juniorenrennen und dem Skilanglauf-Eastern-Europe-Cup sowie bei den russischen Meisterschaften, ohne jedoch nennenswerte Resultate zu erzielen.
Am 24. April 2015 heiratete sie in Sankt Petersburg und nahm den Familiennamen ihres Mannes an.

## Biathlon-Weltcup-Platzierungen
Die Tabelle zeigt alle Platzierungen (je nach Austragungsjahr einschließlich Olympische Spiele und Weltmeisterschaften).
- 1.–3. Platz: Anzahl der Podiumsplatzierungen
- Top 10: Anzahl der Platzierungen unter den ersten zehn (einschließlich Podium)
- Punkteränge: Anzahl der Platzierungen innerhalb der Punkteränge (einschließlich Podium und Top 10)
- Starts: Anzahl gelaufener Rennen in der jeweiligen Disziplin
- Staffel: inklusive Mixed- und Single-Mixed-Staffeln

| Platzierung         | Einzel | Sprint | Verfolgung | Massenstart | Staffel | Gesamt |
| ------------------- | ------ | ------ | ---------- | ----------- | ------- | ------ |
| 1. Platz            |        |        |            |             |         |        |
| 2. Platz            |        |        |            |             |         |        |
| 3. Platz            |        |        |            |             |         |        |
| Top 10              |        |        | 1          |             | 1       | 2      |
| Punkteränge         | 2      | 8      | 6          | 1           | 2       | 19     |
| Starts              | 3      | 11     | 9          | 1           | 2       | 26     |
| Stand: Karriereende |        |        |            |             |         |        |